# Сайлиг (річка)
Сайлиг — мала річка у Росії, Республіка Тива, притока Улуг-Баша, належить до басейну Єнісею. Довжина 18 км, площа басейну 0 км²[уточнити].